# Charmaine Crooks
Charmaine Crooks (née le 8 août 1962 à Mandeville en Jamaïque) est une athlète canadienne spécialiste du 400 m, du 800 m et du 4 × 400 m. Elle est la première canadienne à passer sous la barre des deux minutes sur 800 mètres et conservera son record national jusqu'au 20 septembre 2001, date où Diane Cummins le battra. Elle participe à quatre éditions des Jeux olympiques d'été et, en 1996, elle est la porte-drapeau du Canada pour les Jeux de 1996 à Atlanta.
Elle est membre du club des Champions de la Paix, un collectif d'athlètes de haut niveau créé par Peace and Sport, organisation internationale basée à Monaco sous le Haut Patronage de S.A.S. le Prince Albert II. Ce club œuvre pour faire du sport un outil de dialogue et de cohésion sociale. En novembre 2013, elle fut maitre de cérémonie du forum International Peace and Sport à Monaco. En 2018, elle participe à la campagne WhiteCard pendant le FISE à Hiroshima à quelques mètres du Mémorial de la Paix. 
Présidente par intérim depuis février 2023, Charmaine Crooks est élue présidente de Canada Soccer en mai 2023.

## Carrière

### Palmarès
| Date | Compétition                    | Lieu         | Résultat | Épreuve   | Performance   |
| ---- | ------------------------------ | ------------ | -------- | --------- | ------------- |
| 1981 | Coupe du monde des nations     | Rome         | 3e       | 4 × 400 m | 3 min 26 s 42 |
| 1982 | Jeux du Commonwealth           | Brisbane     | 1re      | 4 × 400 m | 3 min 27 s 70 |
| 1983 | Jeux panaméricains             | Caracas      | 1re      | 400 m     | 51 s 49       |
| 1983 | Jeux panaméricains             | Caracas      | 3e       | 4 × 400 m | 44 s 77       |
| 1983 | Championnats du monde          | Helsinki     | 4e       | 4 × 400 m | 3 min 27 s 41 |
| 1984 | Jeux olympiques d'été          | Los Angeles  | 7e       | 400 m     | 50 s 45       |
| 1984 | Jeux olympiques d'été          | Los Angeles  | 2e       | 4 × 400 m | 3 min 21 s 21 |
| 1985 | Jeux mondiaux en salle         | Paris-Bercy  | 3e       | 400 m     | 54 s 08       |
| 1987 | Jeux panaméricains             | Indianapolis | 2e       | 4 × 400 m | 3 min 29 s 18 |
| 1987 | Championnats du monde          | Rome         | 4e       | 4 × 400 m | 3 min 24 s 00 |
| 1988 | Jeux olympiques d'été          | Séoul        | 8e       | 4 × 400 m | DNF           |
| 1989 | Coupe du monde des nations     | Barcelone    | 1re      | 4 × 400 m | 3 min 23 s 05 |
| 1991 | Championnats du monde en salle | Séville      | 5e       | 800 m     | 2 min 02 s 27 |
| 1991 | Finale du Grand Prix IAAF      | Barcelone    | 3e       | 800 m     |               |
| 1992 | Jeux olympiques d'été          | Barcelone    | 4e       | 4 × 400 m | 3 min 25 s 60 |
| 1994 | Jeux du Commonwealth           | Victoria     | 2e       | 800 m     | 2 min 02 s 35 |
| 1994 | Jeux du Commonwealth           | Victoria     | 3e       | 4 × 400 m | 3 min 32 s 52 |

### Records
| Épreuve    | Performance   | Lieu        | Date         |
| ---------- | ------------- | ----------- | ------------ |
| 400 mètres | 50 s 45       | Los Angeles | 6 août 1984  |
| 800 mètres | 1 min 58 s 52 | Zurich      | 15 août 1990 |